# Orzeł za najlepszy dźwięk
Laureaci Orłów w kategorii najlepszy dźwięk:

## Laureaci i nominowani

### Lata 1990–1999
- 1998 Lech Brański − Kochaj i rób co chcesz
  - Paweł Łuczyc-Wyhowski i Marek Wronko − Ciemna strona Wenus
  - Andrzej Żabicki − Historia kina w Popielawach
  - Barbara Domaradzka − Nic
  - Katarzyna Dzida-Hamela − U Pana Boga za piecem
  - Wiesław Znyk − Złoto dezerterów
- 1999 Nikodem Wołk-Łaniewski − Pan Tadeusz
  - Barbara Domaradzka − Fuks
  - Marek Wronko − Kiler-ów 2-óch
  - Piotr Knop, Krzysztof Wodziński − Ogniem i mieczem
  - Marek Wronko, Katarzyna Dzida-Hamela − Tydzień z życia mężczyzny

### Lata 2000–2009
- 2000 Nikodem Wołk-Łaniewski − Prymas. Trzy lata z tysiąca
  - Aleksander Gołębiowski − Córy szczęścia
  - Aleksander Gołębiowski − Nie ma zmiłuj
  - Piotr Domaradzki − Ostatnia misja
  - Janusz Rosół − Syzyfowe prace
- 2001 Francois Musy, Joanna Napieralska, Mariusz Kuczyński, Marek Wronko − Weiser
  - Lech Brański − Cześć Tereska
  - Katarzyna Dzida-Hamela − Poranek kojota
  - Andrzej Lewandowski, Jacek Hamela, Andrzej Bohdanowicz, Ryszard Krupa i Błażej Kukla − Pół serio
  - Piotr Knop − Quo vadis
- 2002 Jean-Marie Blondel − Pianista
  - Nikodem Wołk-Łaniewski − Chopin. Pragnienie miłości
  - Jan Freda − Edi
  - Andrzej Artymowicz, Marek Wronko − Haker
  - Piotr Domaradzki − Tam i z powrotem
- 2003 Jacek Hamela, Bertrand Come, Katarzyna Dzida-Hamela − Pornografia
  - Nikodem Wołk-Łaniewski − Pogoda na jutro
  - Marek Wronko − Superprodukcja
- 2004 Nikodem Wołk-Łaniewski − Mój Nikifor
  - Marek Wronko − Nigdy w życiu
  - Michał Żarnecki − Pręgi
- 2005 Wiesław Znyk, Jacek Kuśmierczyk − Persona non grata
  - Jan Freda − Mistrz
  - Piotr Domaradzki − Trzeci
- 2006 Jacek Hamela − Jasminum
  - Maurizio Argentieri, Marek Wronko − Jan Paweł II
  - Nikodem Wołk-Łaniewski − Kochankowie z Marony
  - Nikodem Wołk-Łaniewski − Plac Zbawiciela
  - Andrzej Bohdanowicz, Michał Muzyka − Statyści
- 2007 Jacek Hamela − Katyń
  - Bartosz Putkiewicz, Michał Żarnecki − Hania
  - Michał Żarnecki − Południe-Północ
  - Aleksander Musiałowski, Maria Chilarecka-Barczyńska − Sztuczki
  - Jan Freda − U Pana Boga w ogródku
- 2008 Wacław Pilkowski, Michał Kosterkiewicz, Piotr Knop − Mała Moskwa
  - Marek Wronko − Ile waży koń trojański?
  - Philippe Lauliac, Frederic De Ravignan, Gerard Rousseau − Cztery noce z Anną
- 2009 Jarosław Bajdowski − Wojna polsko-ruska
  - Jacek Hamela, Krzysztof Jastrząb − Afonia i pszczoły
  - Krzysztof Jastrząb − Janosik. Prawdziwa historia

### Lata 2010–2019
- 2010 Jacek Hamela − Wenecja
  - Nikodem Wołk-Łaniewski, Grzegorz Lindemann − Fenomen
  - Wiesław Znyk, Joanna Napieralska − Różyczka
- 2011 Jacek Hamela i Katarzyna Dzida-Hamela – Róża
  - Krzysztof Jastrząb – Mała matura 1947
  - Bartosz Putkiewicz – Sala samobójców
- 2012 Barbara Domaradzka, Piotr Domaradzki – Obława
  - Nikodem Wołk-Łaniewski – Felix, Net i Nika oraz Teoretycznie Możliwa Katastrofa
  - Michał Żarnecki – Piąta pora roku
  - Jan Freda, Jan Schermer i Bartosz Putkiewicz − Pokłosie
- 2013 Guillaume Le Bras, Jacek Hamela – Imagine
  - Marek Wronko – AmbaSSada
  - Michał Żarnecki – Syberiada polska
- 2014 Bartosz Putkiewicz – Powstanie Warszawskie
  - Michał Fojcik, Bartłomiej Bogacki – Bogowie
  - Jan Freda, Kacper Habisiak, Marcin Kasiński – Jack Strong
- 2015 Krzysztof Jastrząb, Mateusz Irisik – Excentrycy, czyli po słonecznej stronie ulicy
  - Marcin Kasiński, Kacper Habisiak, Marcin Jachyra – Body/Ciało
  - Marek Wronko – Panie Dulskie
  - Maria Chilarecka, Marcin Lenarczyk – Córki dancingu
- 2016 Katarzyna Dzida-Hamela, Jacek Hamela – Wołyń
  - Marek Wronko – #WszystkoGra
  - Andrzej Lewandowski, Małgorzata Lewandowska – Sprawiedliwy
- 2017 Jerzy Murawski, Kacper Habisiak, Marcin Kasiński – Cicha noc
  - Radosław Ochnio – Królewicz Olch
  - Tomasz Dukszta – Najlepszy
  - Andrzej Lewandowski, Mattias Eklund – Pokot
  - Maria Chilarecka, Kacper Habisiak, Marcin Kasiński – Powidoki
- 2018 Maciej Pawłowski i Mirosław Makowski – Zimna wojna
  - Bartosz Putkiewicz – Dywizjon 303. Historia prawdziwa
  - Mirosław Makowski, Piotr Pastuszak, Kacper Habisiak i Marcin Kasiński – Kamerdyner
- 2019 Maciej Pawłowski i Robert Czyżewicz – Ikar. Legenda Mietka Kosza
  - Tomasz Wieczorek, Kacper Habisiak i Marcin Kasiński – Boże Ciało
  - Bartłomiej Bogacki, Kacper Habisiak i Marcin Kasiński – Kurier
  - Piotr Domaradzki i Barbara Domaradzka – Pan T.
  - Bartłomiej Bogacki, Jarosław Bajdowski i Michał Fojcik – Ukryta gra

### Lata 2020–2029
- 2020 Franciszek Kozłowski – Zabij to i wyjedź z tego miasta
  - Krzysztof Jastrząb – Zieja
  - Joanna Napieralska – Catalina
  - Kacper Habisiak, Marcin Kasiński, Jerzy Murawski - Sala samobójców. Hejter
  - Kacper Habisiak, Marcin Kasiński, Przemysław Kamieński – 25 lat niewinności. Sprawa Tomka Komendy
- 2021 Artur Kuczkowski, Tomasz Sikora – Sonata
  - Jerzy Murawski, Franciszek Kozłowski – Furioza
  - Zofia Moruś, Mateusz Adamczyk, Sebastian Witkowski – Mosquito State
  - Mateusz Adamczyk, Zofia Moruś, Bartosz Putkiewicz, Sebastian Witkowski – Najmro. Kocha, kradnie, szanuje
  - Michał Robaczewski – Sweat
  - Marek Wronko, Krzysztof Jastrząb – Śmierć Zygielbojma
  - Radek Ochnio – Wesele
  - Leszek Freund – Zupa nic
  - Kacper Habisiak, Sebastian Crueghe, Jarosław Bajdowski – Żeby nie było śladów
- 2022  Radosław Ochnio, Michał Fojcik – Orzeł. Ostatni patrol
  - Adam Szmit, Michał Bagiński – Chrzciny
  - Zofia Moruś, Marek Polenda – Cicha ziemia
  - Radosław Ochnio, Marcin Matlak, Marta Weronika Werońska – IO
  - Sebastian Brański, Wojciech Mielimąka, Filip Krzemień – Johnny
  - Marcin Ejsmund, Mirosław Makowski – Marzec ’68
  - Marcin Lenarczyk, Maria Chilarecka – Silent Twins
  - Marcin Kasiński, Kacper Habisiak, Tomasz Wieczorek – Śubuk
- 2023  Radosław Ochnio, Adam Szlenda, Filip Krzemień – Kos
  - Michał Jankowski – Chłopi
  - Kacper Habisiak, Marcin Kasiński, Przemysław Kamieński – Doppelgänger. Sobowtór
  - Krzysztof Jastrząb – Figurant
  - Filip Krzemień, Marcin Kasiński, Mariusz Wysocki – Filip
  - Leszek Freund – Święto ognia
  - Robert Czyżewicz – Znachor

## Najczęściej nominowani (do 2023)
więcej niż jedna nominacja:
- 13 nominacji:
  - Marek Wronko − Ciemna strona Wenus, Kiler-ów 2-óch, Tydzień z życia mężczyzny, Weiser, Haker, Superprodukcja, Nigdy w życiu!, Jan Paweł II, Ile waży koń trojański?, AmbaSSada, Panie Dulskie, #WszystkoGra, Śmierć Zygielbojma
- 12 nominacji:
  - Kacper Habisiak – Jack Strong, Body/Ciało, Cicha noc,  Powidoki, Kamerdyner, Boże Ciało, Kurier, Sala samobójców. Hejter, 25 lat niewinności. Sprawa Tomka Komendy, Żeby nie było śladów, Śubuk, Doppelgänger. Sobowtór
  - Marcin Kasiński – Jack Strong, Body/Ciało, Cicha noc, Powidoki, Kamerdyner, Boże Ciało, Kurier, Sala samobójców. Hejter, 25 lat niewinności. Sprawa Tomka Komendy, Śubuk, Doppelgänger. Sobowtór, Filip
- 9 nominacji:
  - Jacek Hamela − Pół serio, Pornografia, Jasminum, Katyń, Afonia i pszczoły, Wenecja, Róża, Imagine, Wołyń
  - Nikodem Wołk-Łaniewski − Pan Tadeusz, Prymas. Trzy lata z tysiąca, Chopin. Pragnienie miłości, Pogoda na jutro, Mój Nikifor, Plac Zbawiciela, Kochankowie z Marony, Fenomen, Felix, Net i Nika oraz Teoretycznie Możliwa Katastrofa
- 7 nominacji:
  - Krzysztof Jastrząb – Afonia i pszczoły, Janosik. Prawdziwa historia, Mała matura 1947, Excentrycy, czyli po słonecznej stronie ulicy, Zieja, Śmierć Zygielbojma, Figurant
- 6 nominacji:
  - Katarzyna Dzida-Hamela − U Pana Boga za piecem, Tydzień z życia mężczyzny, Poranek kojota, Pornografia, Róża, Wołyń
  - Bartosz Putkiewicz – Hania, Sala samobójców, Pokłosie, Powstanie Warszawskie,  Dywizjon 303. Historia prawdziwa,  Najmro. Kocha, kradnie, szanuje
- 5 nominacji:
  - Piotr Domaradzki − Ostatnia misja, Tam i z powrotem, Trzeci, Obława, Pan T.
  - Jan Freda − Edi, Mistrz, U Pana Boga w ogródku, Pokłosie, Jack Strong
  - Radosław Ochnio – Królewicz Olch, Wesele, IO, Orzeł. Ostatni patrol, Kos
  - Michał Żarnecki − Pręgi, Południe-Północ, Hania, Piąta pora roku, Syberiada polska
- 4 nominacje:
  - Maria Chilarecka – Sztuczki, Córki dancingu, Powidoki, Silent Twins
  - Barbara Domaradzka − Nic, Fuks, Obława, Pan T.
- 3 nominacje:
  - Bartłomiej Bogacki – Kurier, Ukryta gra, Bogowie
  - Michał Fojcik – Bogowie, Ukryta gra, Orzeł. Ostatni patrol
  - Piotr Knop − Ogniem i mieczem, Quo vadis, Mała Moskwa
  - Andrzej Lewandowski – Pół serio, Sprawiedliwy, Pokot
  - Mirosław Makowski – Zimna wojna, Kamerdyner, Marzec ’68
  - Zofia Moruś – Mosquito State, Najmro. Kocha, kradnie, szanuje, Cicha ziemia
  - Jerzy Murawski - Cicha noc, Sala samobójców. Hejter, Furioza
  - Joanna Napieralska − Weiser, Różyczka, Catalina
  - Wiesław Znyk − Złoto dezerterów, Persona non grata, Różyczka
- 2 nominacje:
  - Mateusz Adamczyk – Mosquito State, Najmro. Kocha, kradnie, szanuje
  - Jarosław Bajdowski – Ukryta gra, Żeby nie było śladów
  - Andrzej Bohdanowicz − Pół serio, Statyści
  - Lech Brański − Kochaj i rób co chcesz, Cześć Tereska
  - Robert Czyżewicz – Ikar. Legenda Mietka Kosza, Znachor
  - Aleksander Gołębiowski − Córy szczęścia, Nie ma zmiłuj
  - Leszek Freund – Zupa nic, Święto ognia
  - Przemysław Kamieński – 25 lat niewinności. Sprawa Tomka Komendy, Doppelgänger. Sobowtór
  - Franciszek Kozłowski – Zabij to i wyjedź z tego miasta, Furioza
  - Marcin Lenarczyk – Córki dancingu, Silent Twins
  - Maciej Pawłowski – Zimna wojna, Ikar. Legenda Mietka Kosza
  - Tomasz Wieczorek – Boże Ciało, Śubuk
  - Sebastian Witkowski – Mosquito State, Najmro. Kocha, kradnie, szanuje

## Najczęściej nagradzani (do 2023)
więcej niż jedna nagroda:
- 7 nagród:
  - Jacek Hamela – Pornografia, Jasminum, Katyń, Wenecja, Róża, Imagine, Wołyń
- 3 nagrody:
  - Katarzyna Dzida-Hamela – Pornografia, Róża, Wołyń
  - Nikodem Wołk-Łaniewski – Pan Tadeusz, Prymas. Trzy lata z tysiąca, Mój Nikifor
- 2 nagrody:
  - Radosław Ochnio – Orzeł. Ostatni patrol, Kos
  - Maciej Pawłowski – Zimna wojna, Ikar. Legenda Mietka Kosza